# Tauriphila risi
Tauriphila risi is een libellensoort uit de familie van de korenbouten (Libellulidae), onderorde echte libellen (Anisoptera).
De wetenschappelijke naam Tauriphila risi is voor het eerst geldig gepubliceerd in 1896 door Martin.